# میمون کمپبل
میمون کمپبل (نام علمی: Cercopithecus campbelli) نام یک گونه از زیرخانواده دم‌درازیان است.
اتحادیه بین‌المللی حفاظت از طبیعت از طبیعت از طبیعت این‌گونه را "کمترین نگرانی" نامیده‌است؛ زیرا دارای طیف گسترده‌ای است و می‌تواند با زیستگاه‌های زیست‌محیطی سازگار شود.

## محیط زیست
میمون کمپیل یک گونه اجتماعی است و در گروهای ۸ نفره زندگی می‌کنند.. در طلوع و غروب خورشید، یک میمون نر بر روی یک درخت می‌رود و با صدایش منطقه ای را آگاه می‌کند. این صدای حداقل یک کیلومتر می‌رود و دیگر میمون‌های نر به آن پیوسته و همین کار را می‌کنند. این میمون اغلب با میمون‌های دیگر در ارتباط است و در تماس‌های منطقه ای بین گونه ای قرار دارد که از قوانین خاص آیین می‌آید. این‌گونه یکی از پیشرفته‌ترین گونه‌های ارتباطات میان جانوران است که با یک اصطلاح ابتدایی شناخته می‌شود.
بخش عمده ای از رژیم غذایی آن میوه است ، اما همچنین دانه‌ها، بی مهرگان، گیاهان، دوزیستان کوچک و مارمولک‌ها را نیز می‌خورد.